# Into the Storm (película de 2014)
Into the  Storm (titulada: En el tornado en Hispanoamérica y En el ojo de la tormenta en España), es una película estadounidense de catástrofes y metraje encontrado estrenada el 8 de agosto de 2014 dirigida por Steven Quale y protagonizada por Richard Armitage y Sarah Wayne Callies. Esta película está centrada principalmente en el desastre natural que se le conoce como tornado.
Into the Storm recibió críticas negativas a mixtas quienes solo elogiaron las actuaciones, efectos visuales y cinematografía pero criticaron la falta de personajes, historia y  los momentos de drama y acción, pese a todo la película fue éxito mediano de taquilla recaudando 161 millones USD en contra de un presupuesto de 50 millones USD.

## Argumento
Un grupo de estudiantes de secundaria están en un coche juntos cuando una tormenta se avecina. Cuando la tormenta empeora, los jóvenes miran hacia adelante y ven un tornado que se aproxima. Una joven pide que se vayan, pero el chico que graba en una cámara sale para filmar el vídeo del tornado. Entra de nuevo en el coche, pero el tornado los recoge antes de que puedan escapar, matando a los estudiantes.
En la ciudad de Silverton, Oklahoma, la clase de último año de la escuela secundaria local se está preparando para la graduación. El subdirector de la escuela secundaria, Gary Fuller (Richard Armitage), le ha pedido a sus dos hijos que graben mensajes de los adultos mayores para una cápsula del tiempo que se abrirá dentro de 25 años. En otra parte, Pete Moore (Matt Walsh), un cazador de tormentas veterano, ha estado tratando de interceptar y filmar tornados utilizando un vehículo fuertemente blindado y equipado apodado Titus, pero ha llegado tarde durante todo el año junto con los camarógrafos Lucas Guerrette (Lee Whittaker), Jacob Hodges (Jeremy Sumpter), Daryl Kerley (Arlen Escarpeta) y la meteoróloga Allison Stone (Sarah Wayne Callies). Por otro lado, un temerario aficionado, Donk (Kyle Davis) y un instigador Reevis (Jon Deep) van corriendo detrás del Titus intentando filmar tornados al igual que ellos. Al enterarse de una importante línea de tormentas en desarrollo, los cazadores discuten y deciden dirigirse a Silverton con la esperanza de filmar los tornados. Después de llegar a Silverton, el equipo descubre que la célula que habían estado persiguiendo se ha disipado, lo que enfada a Pete y ordena a los camarógrafos (excepto Allison) dirigirse hacia Riverside, debido a que fueron azotados por un tornado. Mientras el equipo se vuelve a reunir en Riverside para determinar su próximo movimiento, la célula de Silverton recupera fuerza bruscamente, lo que resulta en una tormenta de granizo y un tornado. Mientras el equipo filma, el embudo cambia abruptamente de curso y se dirige a la escuela secundaria de Silverton.
En la escuela secundaria los estudiantes mayores están participando en las ceremonias de graduación, cuando el clima empeora repentinamente. Momentos después suenan las alarmas de tornado, y el director Tom Walker (Scott Lawrence) y su ayudante, Blasky (Kron Moore), reúnen a los estudiantes en el edificio de la escuela. Tras el tornado los estudiantes emergen del edificio dañado para ver la destrucción, mientras que Gary se dispone a rescatar a su hijo mayor, Donnie Fuller (Max Deacon) junto con su hermano menor Trey Fuller (Nathan Kress), que había ido a una fábrica de papel abandonada en Garner para ayudar a Kaitlyn Johnston (Alycia Debnam-Carey) con un proyecto; ambos fueron atrapados posteriormente cuando el tornado derrumbó el edificio donde ellos se encontraban.
Pete y su equipo, al llegar a la ciudad, se encuentran con Donk y Reevis, quienes relatan sobre lo que habían grabado en sus videos. Entretanto, Allison les ordena a ambos que se refugien en un edificio. Pete, terco ante la situación, se niega a esperar; pero Allison quiere ayudarlos (debido a que estaban ebrios), pero son interrumpidos por unos tornados que se formaron en la ciudad. Gary, al llegar a la ciudad, pierde el control, impactándose contra otro vehículo (debido a que otro tornado invisible lo derriba), le ordena a Trey refugiarse en el banco. Gary intenta llegar al banco para refugiarse, pero la caminoneta de Donk y Reevis irrumpe el paso. Al mismo tiempo, Allison intenta refugiarse dentro del Titus, pero el tornado la levanta y Gary la ayuda a salvarla, evitando que el tornado se la lleve arrastrándola. Después del desastre y que Gary pida ayuda, el equipo de Pete está de acuerdo en colaborar para llegar a la fábrica de papel. Donk y Reevis salen de la ciudad y se dirigen a una nube de tornados siguiendo el rastro de las nubes. Mientras tanto, en el camino a la fábrica, otra ronda de múltiples tornados se forman y rodean al equipo de Pete y en el proceso destruye un barrio residencial y un local de venta de autos. Al mismo tiempo, Donk y Reevis son arrastrados por un tornado que intentaban filmar otro de ellos y otro tornado más derriba la camioneta del equipo de Pete. Al intentar refugiarse en una iglesia, uno de los tornados se adentra en un incendio y succiona el fuego provocado por la electricidad creando un tornado de fuego, Jacob se acerca para filmarlo, pero la cámara se le va e intenta cogerla, pero el torbellino lo absorbe y muere cuando es incinerado, lo que causa fricción entre Pete y Allison, reprochándole que había hecho morir a Jacob diciéndole que solo la película importaba, pero el camarógrafo Daryl responde que había sido su culpa y que ayude a Gary a encontrar a Donnie, mientras se queda a llamar a los padres de Jacob. Después de recuperar sus vehículos, Allison se va con Gary para continuar su viaje a la fábrica de papel.
En la fábrica, Donnie y Kaitlyn intentan utilizar sus teléfonos para pedir ayuda pero la devastación de la tormenta ha hecho que los teléfonos sean inútiles. Para empeorar las cosas, una tubería de agua de repente se rompe y comienza a inundar el agujero en el que los dos están atrapados. Heridos y en riesgo de ahogarse los dos mensajean a sus seres queridos, para a continuación, prepararse para lo peor. En el último momento, Gary y Allison llegan y logran liberarlos.
Después de rescatar a los dos estudiantes, se preparan para lo peor: ven por la pantalla del Titus que un par de tornados enormes están por converger, asombrados ven como ambos enormes torbellinos de unen y forman un tornado EF5, la categoría más alta con vientos de hasta 500 km/h y Pete asombrado dice: "Este es el tornado más grande que he visto". Pete y los demás van hacia la escuela para evacuar a todos, pero el director se niega diciendo que la escuela es un refugio de tormentas, Allison le dice que la tormenta que viene es más grande que los otras y que destruirá la escuela en apenas dos segundos, los estudiantes suben en los autobuses escolares y se protejan del tornado más peligroso. En ese momento cuando ya todos estaban saliendo, el tornado EF5 llega y arranca el edificio instantáneamente, pero en su huida una torre de alta tensión cae en la carretera y la bloquea. Donnie los lleva a una alcantarilla en construcción y se meten dentro, mientras se ve cómo el tornado EF5 llega a un aeropuerto y eleva los autos y aviones, destruyéndolos. Pero un camión lanzado por el tornado choca con la rejilla del drenaje dañándola y abriéndola, Pete usa el Titus para sellarla y clavarlo en el suelo, cuando el tornado les pasa por encima, en un momento pasa la calma, Allison le pregunta a Pete si acabó pero él dice que en realidad están en la parte de la calma de la tormenta, el ojo del tornado (similar al ojo de un huracán). Entonces, todos los demás empiezan a sujetarse muy fuerte, porque los próximos vientos que saldrían del ojo del tornado, serían más poderosos que antes. En el proceso, el Titus y Pete se arrancan del suelo y son lanzados a la estratósfera, Pete ve las nubes y el sol, pero luego cae y Pete muere en la caída, mientras que el tornado se hace más delgado y finalmente desaparece. Al final de la película, completan la cápsula del tiempo mientras reconstruyen Silverton.
Antes de los créditos, se observa a Donk y Reevis vivos colgados en los árboles y, en ese momento, Donk cae de la rama del árbol.

## Reparto
- Richard Armitage como Gary Fuller.
- Sarah Wayne Callies como Allison Stone.
- Matt Walsh como Pete Moore.
- Max Deacon como Donnie Fuller.
- Nathan Kress como Trey Fuller.
- Alycia Debnam-Carey como Kaitlyn Johnson.
- Arlen Escarpeta como Darryl Karley.
- Jeremy Sumpter como Jacob Hodges.
- Lee Whittaker como Lucas Guerrette.
- Kyle Davis como Donk.
- Jon Reep como Reevis.
- Scott Lawrence como Thomas "Tom" Walker.
- David Drumm como Chester Campbell.
- Brandon Ruiter como Todd White.
- Linda Gehringer como Linda.
- Keala Wayne Winterhalt como Grace (hija de Allison).

## Producción
El 28 de octubre de 2011, Deadline informó que New Line Cinema haría un guion de una película de desastres, escrita por John Swetnam, y que Todd Garner. Garner se le ocurrió dirigir el guion. El 5 de enero de 2012 se anunció que Steve Quale sería el director de la película.
El 24 de abril de 2012, Variety informó que New Line había dado luz verde para su próximo proyecto cinematográfico, sobre un tornado, y que la película estaba en desarrollo y que su rodaje comenzará el 9 de julio en Detroit. el 23 de agosto de 2012, la película aùn seguía sin tener un título. El 24 de septiembre de 2013, New Line título la película como Into The Storm y confirmó que su fecha de lanzamiento sería el 8 de agosto de 2014.

## Casting
El casting se realizó el 19 de mayo de 2012 en Pontiac, Míchigan. El 24 de mayo, Alycia Debnam-Carey firmó para interpretar a uno de los personajes femeninos. El 1 de junio, New Line añade Arlen Escarpeta al proyecto. el 22 de junio, Sarah Wayne Callies quien se retiró de The Walking Dead meses después, obtuvo el papel de Allison Stone. el 2 de julio, New Line alisto a Nathan Kress, quien meses atrás estaba en la serie iCarly, obtuvo el papel de Trey. el 11 de julio de 2012, Richard Armitage fue contratado para interpretar Gary Morris, un padre viudo que trata de rescatar a su hijo, de los tornados. la producción fue programada para comenzar el 23 de julio en Detroit. El 13 de julio, Max Deacon se unió al reparto de la película para interpresar a Donnie, un adolescente introvertido. El comediante Matt Walsh se unió al elenco de la película el 1 de agosto de 2012 para interpretar a Pete.

## Rodaje
El rodaje comenzó en julio de 2012 en Detroit. El 13 de agosto de 2012, se trasladó a Rochester, Míchigan dos semanas después de que terminó el rodaje en Detroit. También se filmó en Municipio de Oakland, Oakview Middle School y Oakland University.

### Música
La música que aparece en la película estaba a cargo de Brian Tyler. El álbum de la banda sonora fue lanzado el 5 de agosto de 2014.

## Lanzamiento
El 24 de septiembre de 2013, Warner Bros. fijó la fecha de estreno de la película para el 8 de agosto de 2014. La película fue lanzada en Digital HD el 28 de octubre de 2014, pero en DVD y Blu-ray se lanzó el 18 de noviembre de 2014.

### Recepción de la crítica
La película recibió críticas negativas, actualmente cuenta con una aprobación de 21% en Rotten Tomatoes